# Sarah Wigglesworth
Sarah Wigglesworth MBE RDI es una galardonada arquitecta y profesora británica, de la Universidad de Sheffield.
Junto con su socio, Jeremy Till, Wigglesworth fue (en 1991) la primera arquitecta en recibir el Programa Fulbright. En 1998 el The Sunday Times la nombró en el podio de los tres arquitectos en su encuesta de los "100 Calientes". Recibió la Excelentísima Orden del Imperio británico (MBE) en 2004.

## Vida personal
Wigglesworth creció en la zona norte de Londres, asistiendo a la Escuela para Chicas de Camden, de 1968 a 1976. Estudió arquitectura en la Universidad de Cambridge de 1976 a 1983, teniendo honores en su graduación.
Su antiguo compañero Jeremy Till es el Cabecilla de la Universidad Saint Martins, Colegio de Artes y Diseño y Pro Vicerrector de la Universidad de Artes de Londres, y era anteriormente el Decano de Arquitectura en la Universidad de Westminster.
A pesar de ser una fuerte defensora de los medios de comunicación utilizados para promover la arquitectura, Wigglesworth reclama no poseer un programa de televisión.

## Carrera
Wigglesworth fundó Sarah Wigglesworth Arquitectos (SWA) en 1994. Sus prácticas desarrollaron una buena reputación por los edificios ecológicos y una fascinación particular por el uso de materiales alternativos, incluyendo paja, en la arquitectura. Uno de los mejores edificios construidos es la Casa de la Paja  en Islington, Londres. El edificio estuvo diseñado como casa y oficina para Wigglesworth y Till, utilizando fardos de paja, silo-bolsas llenas con cemento , etc. "Esto no parece un edificio verde tradicional," dijo Wigglesworth. "Queremos traer arquitectura verde al mercado moderno para hacerla más urbano".
Ha sido Profesora de Arquitectura en la Universidad de Sheffield desde 1999 y fundó el PhD por Diseño en 2002. Su trabajo académico a menudo lo mezcla con sus proyectos "vivos", ella los describe como su foco de búsqueda el verdadero sentido del trabajo y progreso.
Wigglesworth ha sido jueza, por un buen número de años, en el Premio Jane Drew, el cual celebra la inclusión y diversidad en la arquitectura. En 2012 fue nombrada una Diseñadora Real para la Industria, la primera mujer en recibir ese prestigioso título.
Numerosas obras de Wigglesworth han sido premiadas a nivel nacional con los RIBA Awards, como los Estudios Siobhan Davies en 2006, la Eco Escuela Primaria Sandal Magna de Wakefield en 2010, el Aula para el Futuro de la Escuela Especial Mossbrook de Sheffield en 2005 (también ganadora de cinco premios nacionales) o los servicios de piragüismo Cremorne Riverside Centre en Londres en 2008.
Sarah Wigglesworth ha reflexionado sobre los roles de género y la participación de las mujeres en la configuración del entorno construido como clientas, usuarias y arquitectas. Y ha investigado sobre cómo la construcción social de las diferencias sexuales y los valores adscritos a los roles de género se institucionalizan en las prácticas vitales y la profesión y en cómo podemos cambiarlas.

## Trabajos notables
- Clearwater Jardín, Espectáculo de Flor Chelsea (2000)[5]
- Casa de la paja y oficina, Londres (2001) - Premio RIBA y Premio RIBA de Sustentabilidad[7]
- Aula del Futuro, Sheffield (2005) - Premio Riba[4]
- Estudios de Baile Siobhan Davis, Londres (2006) -  Premio RIBA[12]
- Escuela Primaria Comunitaria Sandal, Wakefield (2010) - Premio RIBA[12]

## Participación en televisión
- Grandes Diseños, Serie 1, Episodio 7 en Canal 4 (1999)
- El Proyecto Castleford (serie de televisión) en Canal 4 (2004)[2]